# Maofelis
Maofelis is een geslacht van uitgestorven katachtigen behorend tot de Nimravidae. Dit dier leefde tijdens het Laat-Eoceen in Azië. De typesoort is Maofelis cantonensis.

## Fossiele vondsten
Maofelis werd in 2016 beschreven aan de hand van een bijna complete schedel van 19 centimeter lang. Het fossiel is 40 tot 35 miljoen jaar oud en het werd gevonden in de Youganwo-formatie in het Maoming-bekken in de Chinese provincie Guangdong. Het is de enige Aziatische schedel van een nimravide. De andere Aziatische fossielen van nimraviden zijn tanden en kaakfragmenten.

## Kenmerken
Maofelis was een vroege vorm binnen de Nimravidae. De sabeltanden waren beperkt ontwikkeld.